# Camelot Software Planning
Camelot Software Planning – japoński producent gier komputerowych, powstały w 1990 roku jako Sonic! Software Planning. Jest najbardziej znany z tworzenia gier dla Nintendo, takich jak Mario Tennis i Mario Golf oraz z serii RPG Golden Sun. Przed związaniem z firmą Nintendo Camelot stworzył m.in.: Shining Force III na konsolę Sega Saturn.

## Historia
Camelot został założony w 1990 roku jako oddział firmy Sega. Stworzył wtedy kilka gier na konsolę Sega Mega Drive, między innymi gry z serii Shining Force. W roku 1995 Camelot oficjalnie odłączył się od Segi, ale obiecał dalej wydawać gry z serii Shining jedynie na konsole Sega. Pod koniec roku 1998 firma rozpoczęła współpracę z Nintendo.
W 2009 roku na Electronic Entertainment Expo 2009 Camelot zapowiedział wydanie Golden Sun: Dark Dawn na konsolę Nintendo DS, trzeciej gry z serii Golden Sun.

## Gry stworzone przez Camelot
- Shining in the Darkness – 1991 (Mega Drive/Genesis) (wspólnie z Climax Entertainment)
- Shining Force: The Legacy of Great Intention – 1992 (Mega Drive/Genesis) (wspólnie z Climax Entertainment)
- Shining Force Gaiden – 1992 (Sega Game Gear)
- Shining Force Gaiden II: Sword of Hayja – 1993 (Sega Game Gear)
- Shining Force II: Ancient Sealing – 1993 (Mega Drive/Genesis)
- Shining Force CD – 1994 (Sega CD)
- Shining Force Gaiden: Final Conflict – 1995 (Sega Game Gear)
- Shining Wisdom – 1995 (Sega Saturn)
- Beyond the Beyond – 1995 (PlayStation)
- Shining the Holy Ark – 1996 (Sega Saturn)
- Everybody's Golf (Hot Shots Golf) – 1997 (PlayStation)
- Shining Force III – 1997 (Sega Saturn)
- Shining Force III Scenario 2 – 1998 (Sega Saturn)
- Shining Force III Scenario 3 – 1998 (Sega Saturn)
- Shining Force III Premium Disc – 1998 (Sega Saturn)
- Everybody's Golf – 1998 (PlayStation)
- Mario Golf – 1999 (Nintendo 64, Game Boy Color)
- Mario Tennis – 2000 (Nintendo 64, Game Boy Color)
- Golden Sun – 2001 (Game Boy Advance)
- Mobile Golf – 2001 (Game Boy Color)
- Golden Sun: The Lost Age – 2003 (Game Boy Advance)
- Mario Golf: Toadstool Tour – 2003 (Nintendo GameCube)
- Mario Golf: Advance Tour – 2004 (Game Boy Advance)
- Mario Power Tennis – 2004 (Nintendo GameCube)
- Mario Tennis: Power Tour – 2005 (Game Boy Advance)
- We Love Golf! – 2007 (Wii)
- New Play Control! Mario Power Tennis – 2009 (Wii)
- Golden Sun: Dark Dawn – 2010 (Nintendo DS)
- Mario Tennis Open – 2012 (Nintendo 3DS)
- Mario Golf: World Tour – 2015 (Nintendo 3DS)
- Mario Tennis: Ultra Smash – 2015 (Wii U)
- Mario Sports Superstars – 2017 (Nintendo 3DS) (wspólnie z Bandai Namco Studios)
- Mario Tennis Aces – 2018 (Nintendo Switch)
- I Love Golf – anulowana (PC)